# Alpioniscus epigani
Alpioniscus epigani là một loài chân đều trong họ Trichoniscidae. Loài này được Vandel miêu tả khoa học năm 1958.